# オバツダ
オバツダ（ドイツ語: Obatzda、ドイツ語: Obatzter）はバイエルン料理。チーズディップの一種である。パンに塗るなどして食べる。日本語のカタカナ表記としてはオーバツダも使用される。
「オバツダ」の語源は古いドイツ語のangebatzteの過去分詞形のバイエルン訛りであり、「混ぜて柔らかくしたもの」、「押し潰し混ぜる」の意味である。
もともとは家庭料理であり、古くなったカマンベールチーズにバターや柔らかいチーズを足し、タマネギやパプリカのみじん切りを加え、ハーブを入れて練り上げて作られる。既製品の販売も行われており、バイエルンのビアガーデンやビアホールでは定番のおつまみである。